# Мерхвайлер
Мерхвайлер (нім. Merchweiler) — громада в Німеччині, знаходиться в землі Саар. Входить до складу району Нойнкірхен.
Площа — 12,78 км2. Населення становить 9672 ос. (станом на 31 грудня 2021).